# Cionosaure
El cionosaure (Cyonosaurus) és un gènere de sinàpsids extints de la família dels gorgonòpids que visqueren durant el Permià superior en allò que avui en dia és el sud d'Àfrica. Se n'han trobat restes fòssils a les províncies sud-africanes del Cap Occidental i el Cap Oriental. És el gorgonòpid més petit conegut, amb una llargada basal del crani d'uns 15 cm. El nom genèric Cyonosaurus significa ‘llangardaix gos’ en llatí.